# Disporopsis
Disporopsis es un género con diez especies  de plantas fanerógamas perteneciente a la familia de las asparagáceas. 

## Taxonomía
El género fue descrito por Henry Fletcher Hance  y publicado en Journal of Botany, British and Foreign 21: 278. 1883.

## Especies
- Disporopsis arisanensis
- Disporopsis aspera
- Disporopsis fusco-picta
- Disporopsis jinfushanensis
- Disporopsis leptophylla
- Disporopsis longifolia
- Disporopsis mairei
- Disporopsis pernyi
- Disporopsis taiwanensis
- Disporopsis undulata